# Gumit
Gumit je rumen amorfen mineral, zmes uranovih mineralov boltvudita, klarkeita, kirita, kazolita, soddiita, uraninita in uranofana, ki so nastali iz uraninita. Ime je dobil po gumi podobnemu videzu nekaterih vzorcev.
Mineral ima tudi več drugih imen, predvsem zaradi različnega porekla vzorcev:
- eliazit, po imenu rudnika Elias v Jáchymovu (Češka republika)
- koracit, različek  s področja Gornjega jezera (ZDA, Kanada)
- pitinit
- pečuran
- uranogumit

Nahajališča gumita v Sloveniji so Polhovec ter Valterski in Žirovski vrh.